# 34320 Davidmonge
34320 Davidmonge este o planetă minoră (asteroid), cu un diametru de 8,532 km, din centura de asteroizi. A fost descoperită pe 26 august 2000 la Experimental Test Site⁠(d) de Lincoln Near-Earth Asteroid Research. 
Obiectul prezintă o orbită caracterizată de o semiaxă mare de 3,0948525 UAi, o excentricitate de 0,12, o înclinație de 5,39921 ° în raport cu ecliptica.